# Aphthona delicatula
Aphthona delicatula là một loài bọ cánh cứng trong họ Chrysomelidae. Loài này được Foudras miêu tả khoa học năm 1860.